# Samum (616)
Samum (em russo: Самум) é uma corveta russa de mísseis guiados, da classe Bora da Marinha Russa, sendo o segundo e último navio da classe.
É o maior navio de combate de alta velocidade em seu subgrupo na prática da construção naval russa e mundial, utilizando uma plataforma hidrodinâmica — um catamarã com sustentação aerostática por colchão de ar.

## Serviço
Foi construído no Estaleiro de Zelenodolsk. Lançado ao mar em outubro de 1992, entrou em operação experimental em março do mesmo ano. Foi transferido por vias navegáveis interiores até o Mar Negro, chegando a Querche em novembro de 1992 e a Sebastopol em março de 1993. Posteriormente, retornou ao estaleiro em Zelenodolsk para modificações. Em setembro de 1994, o Samum foi transferido por vias fluviais para o Báltico, iniciando testes estatais em Baltiysk em dezembro de 1996.

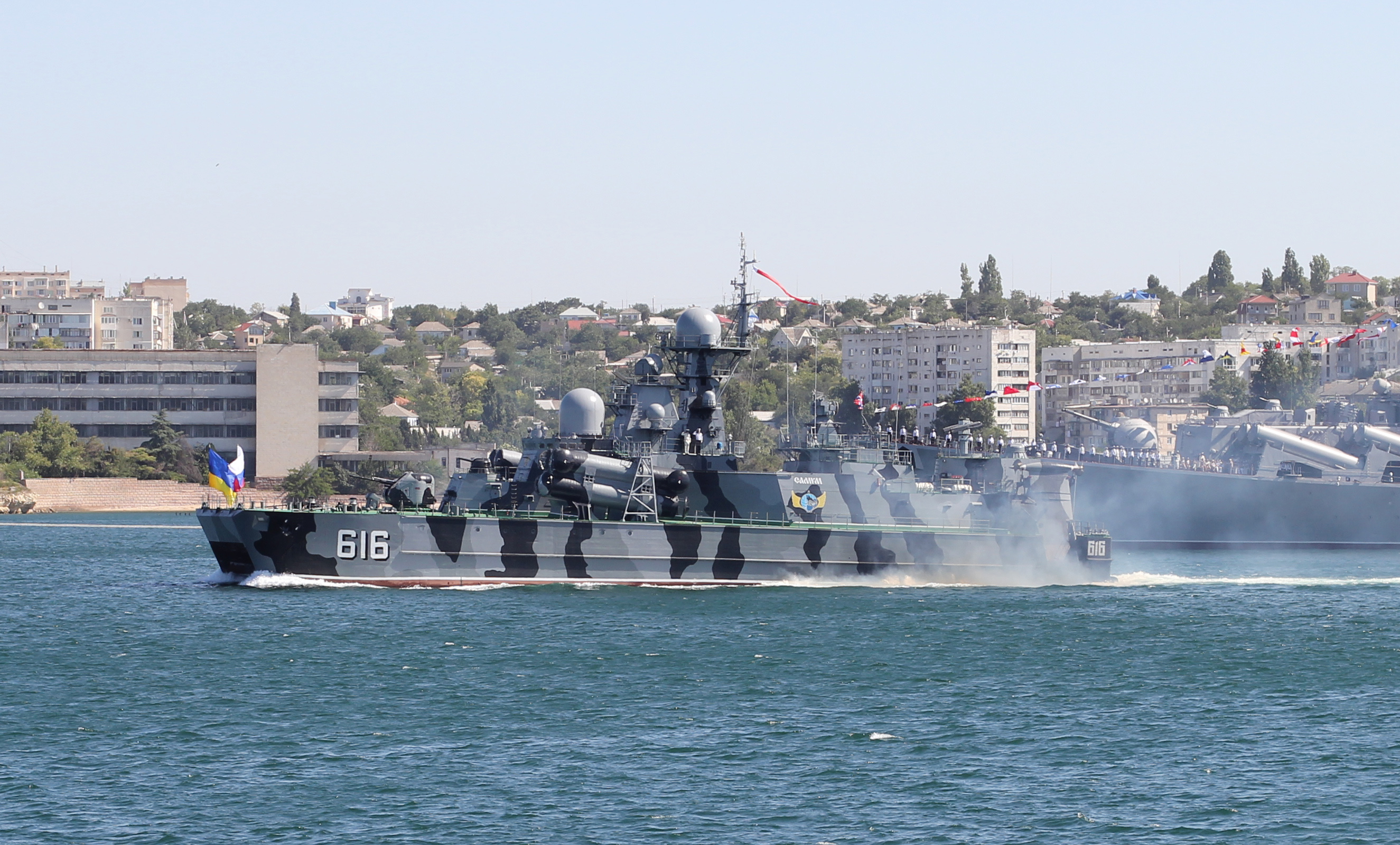
O Samum no desfile conjunto russo-ucraniano doo Dia da Marinha em Sebastopol, 2012

Em 1999, foi incorporado às forças de prontidão permanente da Frota do Mar Negro, onde já operava seu navio gêmeo, o Bora. Pelo seu poder de ataque, não possui equivalente na Frota do Mar Negro: com maior velocidade, seu armamento ofensivo equivale ao de um destróier da classe Sovremenni, mas mantém as dimensões de um pequeno navio de mísseis (MRK).
Em 6 de maio de 2015, iniciou uma longa missão e participou dos exercícios russo-chineses "Interação Marítima-2015" e dos exercícios russo-egípcios "Ponte da Amizade-2015". A missão durou quase quatro meses, percorrendo mais de 6.000 milhas náuticas.
No final de 2016, o Samum foi reconhecido como o melhor navio de segunda categoria da Frota do Mar Negro.
Em 2017, o Swsamum foi o melhor nas competições de treinamento de combate do Mar Negro nas categorias de navegação, armamento de mísseis, treinamento naval, além de controle furtivo e segurança da informação.
Segundo autoridades ucranianas, em 14 de setembro de 2023, enquanto estava em Sebastopol durante a invasão russa à Ucrânia, o navio foi alvo de um drone naval ucraniano, o que teria levado à necessidade de reboque até o porto com visível inclinação lateral. A Reuters não conseguiu verificar a informação de forma independente. O Ministério da Defesa da Rússia afirmou que a ofensiva foi repelida. Já o Wall Street Journal relatou que o navio teria sido danificado por uma mina marítima colocada com auxílio de um drone.
Em junho de 2024, o Samum e seu navio-irmão Bora, foram transferidos de Sebastopol, anexada pela Rússia, para Novorossiysk.

## Comandantes
- Capitão 3ª classe Dmitry Dyskin (2007)[8]
- Capitão de 2ª classee Oleg Sardin (2013-2017)[1]

## Ligações
- "Sea Destroyer" é um episódio da série "Strike Force" dedicado ao navio "Samum"